# Стоянове (Захарівська селищна громада)
Стояно́ве — село в Україні, у Захарівській селищній громаді Роздільнянського району Одеської області. Населення становить 283 осіб.
До 17 липня 2020 року було підпорядковане Захарівському району, який був ліквідований.

## Історія
Станом на 1886 рік у селі Захар'ївської волості Тираспольського повіту Херсонської губернії, мешкало 108 осіб, налічувалось 25 дворових господарств, існував винний склад.

## Населення
Згідно з переписом 1989 року населення села становило 305 осіб, з яких 137 чоловіків та 168 жінок.
За переписом населення 2001 року в селі мешкали 283 особи.

### Мова
Розподіл населення за рідною мовою за даними перепису 2001 року:
| Мова       | Відсоток |
| ---------- | -------- |
| українська | 89,75 %  |
| молдовська | 6,01 %   |
| російська  | 4,24 %   |